# Aérodrome de Þórshöfn
L'aéroport de Þórshöfn (ou aéroport de Thorshofn) (code IATA : THO • code OACI : BITN) est un aéroport desservant le village et pays de Þórshöfn, au nord-est de l'Islande.

## Compagnie aérienne et destinations
| Compagnies | Destinations           |
| ---------- | ---------------------- |
| Norlandair | Akureyri, Vopnafjörður |

Actualisé le 02/06/2023